# Max Madlener
Max Madlener (* 13. November 1898 in Kempten (Allgäu); † 28. August 1989 in West-Berlin) war ein deutscher Chirurg und Hochschullehrer.

## Leben
Madlener trat 1916 während des Ersten Weltkriegs als Freiwilliger in die Bayerische Armee ein. 1918 aus dem 4. Feldartillerie-Regiment „König“ als Leutnant entlassen, schloss er sich 1919 dem Freikorps Schwaben an.
Im selben Jahr begann er das Medizinstudium an der Ludwig-Maximilians-Universität München, davor erlangte er das Abitur am Humanistischen Gymnasium Kempten. Dort hörte er u. a. den Anatomen Siegfried Mollier, die Internisten Friedrich von Müller und Emil Kraepelin, den Pathologen Max Borst und seinen späteren Chef Ferdinand Sauerbruch. Während seines Studiums wurde er Mitglied der Studentischen Sängerverbindung (SSV) Gotia München im Sondershäuser Verband. Nach dem Staatsexamen (1923) wurde Madlener 1924 als Arzt approbiert und zum Doktor der Medizin promoviert. In jenen Jahren war er Praktikant und Volontär bei Ernst von Romberg in München und am Kreiskrankenhaus Kempten.

### Rheinland
1925 ging er nach Köln. Bei Paul Frangenheim war er Volontärassistent an der Chirurgischen Universitätsklinik, dem Bürgerhospital Köln. 1926/27 arbeitete er bei Paul Hübschmann in der Pathologie der Medizinischen Akademie Düsseldorf. Von 1927 bis 1930 wieder bei Frangenheim in Köln, war er Assistent (1931) und Oberarzt (1938) bei Emil Karl Frey in Düsseldorf. In der Zeit des Nationalsozialismus trat er zum 1. Mai 1933 der NSDAP bei (Mitgliedsnummer 2.305.239) und nahm 1934 am ersten Dozenten-Lager Zossen teil. Die nationalsozialistische Dozenten-Akademie Kitzeberg (bei Kiel) habilitierte ihn im selben Jahr, in dem er auch der SS beitrat (SS-Nummer 235.066). Schließlich war er auch Mitglied im NSDÄB. Die Medizinische Akademie ernannte ihn 1940 zum a.o. Professor und 1944 zum kommissarischen Lehrstuhlinhaber. Als Chefarzt leitete er die Chirurgische Klinik der Städtischen Krankenanstalten Düsseldorf, die 1907 im Zusammenhang mit der Medizinischen Akademie gegründet worden waren.

### Wehrmacht
Gleich nach Beginn des Überfalls auf Polen, am 8. September 1939, wurde Madlener zur Wehrmacht einberufen. 1939/40 diente er im Reservelazarett Bottrop. Anschließend in das Heer übernommen, war er Hilfsarzt bei seinem Chef Frey, der als Beratender Chirurg diente. Seit 1941 selbst Beratender Chirurg einer Armee, nahm Madlener als Oberfeldarzt am Westfeldzug und am Krieg im Kaukasus teil. 1942 wurde er zum SS-Obersturmführer ernannt.

### Berlin
Nach der bedingungslosen Kapitulation der Wehrmacht wurde Madlener von der britischen Militärregierung wegen seiner SS-Mitgliedschaft des Düsseldorfer Amtes enthoben und in Automatischen Arrest genommen. Danach betrieb er kurzzeitig eine Landpraxis.
Auf Initiative bekannter Sauerbruchschüler ging Madlener 1946 an die Charité, um dem erkrankten Sauerbruch zu helfen. 1948 wurde er Erster Oberarzt und Sauerbruchs Vertreter. Als Sauerbruch auf Drängen des Dekans zurücktrat, wurde Madlener im Dezember 1949 als kommissarischer Nachfolger und Direktor bestellt. Eine Berufung als Nachfolger Sauerbruchs an der Charité lehnte er ab. Nachdem Willi Felix 1949 auf den Lehrstuhl berufen worden war, ging Madlener am 1. Mai 1950 als Chefarzt an das Krankenhaus Am Urban, in dem er Sauerbruch bis zu dessen Tod betreute. Mit Peter Poelzig plante er den Neubau des Hauses. 1964 wurde er pensioniert. Madlener lag in seinen letzten Jahren als Demenzkranker im Urban-Krankenhaus, in dem er wie Sauerbruch starb.

## Familie
Madlener war Sohn des Kemptener Architekten Ambros Madlener und Neffe des gleichnamigen Chirurgen und Bergsteigers Max Madlener d. Ä. (1868–1951), nachdem in Kempten eine Straße benannt ist. Der katholische Madlener d. J. heiratete 1931 Hildegard, geb. Pape. Das Ehepaar hatte zwei Kinder.

## Schriften (Auswahl)
- Die puerperalen Todesfälle der Münchener Frauenklinik 1887/91. Casuistisch-Statistische Beiträge. München 1892. GoogleBooks
- Die Operationen der Jahre 1910 und 1911 im Distriktsspital in Kempten. 1912. GoogleBooks
- Über Pylorektomie bei pylorusfernem Magengeschwür. In: Zentralblatt für Chirurgie, Band 50, 1923, S. 1313 ff.

## Ehrungen
- Eisernes Kreuz II. und I. Klasse
- Bayerischer Militärverdienstorden mit Schwertern
- Kriegsverdienstkreuz (1939) I. und II. Klasse mit Schwertern
- Ostmedaille
- Wiederholungsspange zu beiden Eisernen Kreuzen